# The Fighting Gringo (pel·lícula de 1939)
The Fighting Gringo és un western de 1939 dirigit per David Howard i protagonitzada per George O'Brien i Lupita Tovar. La pel·lícula va ser produïda per RKO Pictures i Ben Johnson va tenir un petit paper primerenc, sense acreditar, com a mexicà i va fer una mica de feina com a doble.
Se'n conserva una còpia a la Biblioteca del Congrés.

## Argument
Ben Wallace busca el ranxo de Don Aliso. Després de falsificar la seva topografia, l'inculpa per assassinat. Però Wallace té un còmplice amb Rance Potter i aquest és a qui Wade Barton creu que pot enganyar per treure-li una confessió. 

## Repartiment
- George O'Brien com Wade Barton
- Lupita Tovar com Anita 'Nita' del Campo
- Lucio Villegas com Don Aliso del Campo
- William Royle com Ben Wallace
- Glenn Strange com Rance Potter
- Slim Whitaker com Monty Bates
- LeRoy Mason com John Courtney
- Mary Field com Sandra Courtney
- Martí Garralaga com Pedro
- Dick Botiller com Jose
- Bill Cody com Sheriff Fred Warren
- Chris-Pin Martin com Felipe
- Ben Johnson com mexicà (sense acreditar)
- Sid Jordan com Buck (sense acreditar)
- Forrest Taylor com cap del jurat (sense acreditar)